# Malzéville
Malzéville is een gemeente in het Franse departement Meurthe-et-Moselle in de regio Grand Est. Malzéville telde op 1 januari 2022 7.818 inwoners.

## Geschiedenis
Tot het 22 maart 2015 werd opgeheven was Malzéville hoofdplaats van het kanton Malzéville. De gemeente werd opgenomen in het aangrenzende kanton Saint-Max. Beide maken deel uit van het arrondissement Nancy.

## Geografie
De oppervlakte van Malzéville bedroeg op 1 januari 2022 7,53 vierkante kilometer; de bevolkingsdichtheid was toen 1.038,2 inwoners per km².

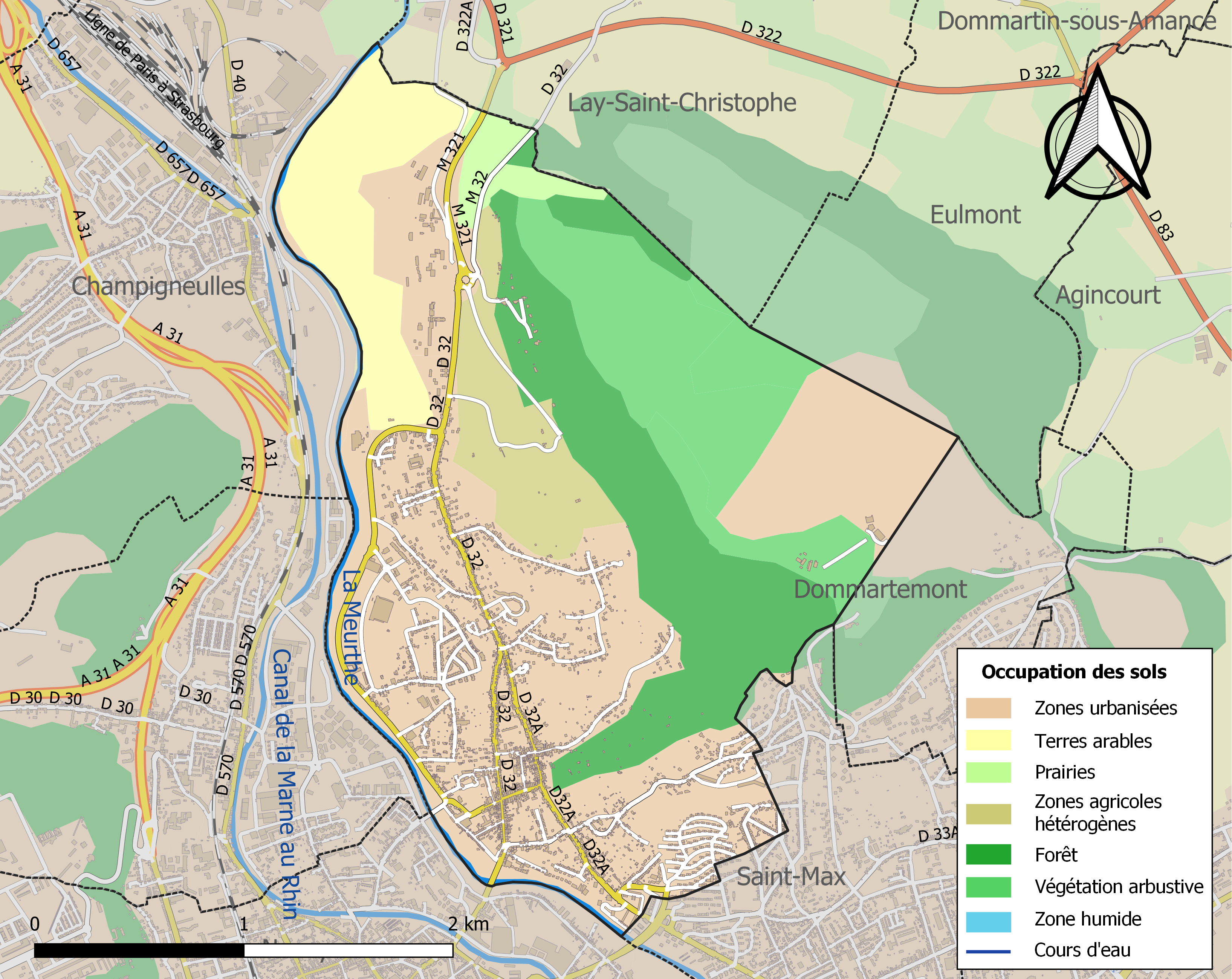
Kaart van de gemeente met de belangrijkste infrastructuur, bodemgebruik en omliggende gemeenten

## Demografie
Onderstaande figuur toont het verloop van het inwonertal (bron: INSEE-tellingen).